# Crna joha
Crna joha (jalša, lat. Alnus glutinosa), bjelogorično je drvo iz porodice Betulaceae. Ostali narodni nazivi za johu su jošika, jalsa, jova, jovina, dragušica.

## Rasprostranjenost
Raste na sjevernoj polutci u nizinskim šumama uz močvare, rijeke i potoke.

## Opis
Naraste do 25 m. Deblo dosiže do vrha krošnje. Kora je crno-smeđa. Izbojci obiluju bjelkastim lenticelama. Pupovi su na dugim stapkama i ljepljivi. Cvjetaju prije listanja. Lišće je okruglasto, 4-10 cm dugo, na vrhu zaobljeno ili tupo prikraćeno, u početku ljepljivo, odozgo u kutovima žila s čupercima žutih dlačica. Otpada zeleno, tj. ne žuti. Muške i ženske rese, javljaju se u jesen. Ženske su rese sitne na dužoj stapci. Priperci odrvene i čine češeriće, koji ostaju dosta dugo na drvetu, nakon što se otvore, a plodovi ispadnu. Supke su obrnuto jajolike, oko 5 m dugačke. Prvi su listovi goli. Plod je sitan, vrlo uskim krilcem okriljen i plosnat.

## Ekološki zahtjevi
U okolici Đurđevca (Kupinje, Crni jarki, Preložnički berek), crna joha postiže svoj optimum. U ovim podravskim šumama postiže visinu preko 30 m i promjere preko 50 cm. Smatra se da su sastojine crne johe sa staništa đurđevačke Podravine jedinstvene u europskim razmjerima. U Posebnom rezervatu šumske vegetacije „Crni jarki“ crna joha tvori dominantnu šumsku fitocenozu s poljskim jasenom i sremzom (Pruno-Fraxinetum Oberd. 1953).  
Crna joha je vrsta brza rasta. Ima širolu ekološku valenciju s obzirom na zahtjeve prema toplini, vodi, tlu i svjetlu. Crna joha je vrsta drveća relativno kratkog životnog vijeka, doživi oko 100 godina. Dobro uspijeva u barskim uvjetima. Ona je pionirska vrsta s kojom se osvajaju najmokriji tereni nizinskih područja, zajedno s bijelom vrbom. 
Ona oblikuje tipičnu čupavu (zvonoliku) korijensku mrežu u kojoj prevladava pružanje korijenja u okomitom smjeru. Crna joha živi u simbiozi s bakterijama iz porodice aktinomiceta (Aktinomyces alni Peklo) koje tvore crvenkaste kvržice na korijenju. One obogaćuju tlo vežući dušik iz zraka što je jedan od razloga zbog kojeg crna joha ima svojstva pionirske vrste.

## Sastav
Listovi su bogati proteinima (do 20%), mastima (do 6%), vitaminom C, karotenom, flavonoidima, smolnim kiselinama .Šiške su bogate taninom(do 2,5 %) i galnom kiselinom ( do 4 % ). Koristi se u medicinskoj praksi i tradicionalnoj medicini kao protuupalno i stežuće sredstvo.

## Primjena u narodnoj medicini
Kao medicinski sirovinski materijal koriste se plodovi - češeri - šiške ( lat.  Fructus Alni ), koje se bere u kasnoj jeseni ili zimi, 
Ekstrakt kore i lišća ima protuupalno, antispazmodično i koleretsko djelovanje; vodeni i alkoholni ekstrakt češera - antioksidans, membranoprotektivno djelovanje, analgetik, ima antieksudativna i antiproliferativna svojstva, pokazujue antibakterijsku i antitumorsku aktivnost; ekstrakt cvjetova i pelud - protiv protozoa.